# 白山市立鳥越小学校
白山市立鳥越小学校（はくさんしりつ とりごえしょうがっこう）は、石川県白山市上野町にある市立小学校。

## 概要
明治の学制が始まり河野村では 広瀬、河合、上野、出合、別宮、神子清水、阿手、上吉谷、河原山、仏師ケ野の10小学校が誕生した。その後、学制の改革等の経緯を経て1908年（明治41年）には、河合、上野、鳥越、阿手、上吉谷の5校となる。
1955年（昭和30年）に河合、上野が合併して河野となって4校となった。

## 沿革
- 1976年（昭和51年）
  - 4月 - 河野、鳥越、阿手、上吉谷の４小学校を統合し、1村1校の学校として鳥越小学校が発足する（阿手小学校は分校として存続）。
  - 5月18日 - 新校舎落成式
  - 7月14日 - プール竣工式
- 1982年（昭和57年）3月31日 - 特殊学級を廃止
- 1983年（昭和58年）3月31日 - 阿手分校を廃止
- 1986年（昭和61年）
  - 6月30日 - 学校駐車場造成（約100台分）
  - 8月31日 - 図書室移転整備
- 1989年（平成元年）8月31日 - 運動場全面改修
- 1991年（平成3年）8月31日 - 校舎大規模改修
- 1996年（平成8年）11月15日 - 職員室パソコンがインターネットに接続される
- 1998年（平成10年）5月6日 - 外国人講師による国際理解教育始まる
- 1999年（平成11年）9月 - コンピュータ教室開設
- 2000年（平成12年）8月 - 体育館大規模改修
- 2005年（平成17年）2月1日 - 1市2町5村の合併により、白山市立鳥越小学校となる。
- 2008年（平成20年）3月31日 - プール飛び込み台撤去
- 2010年（平成22年）8月 - 体育館地震補強・改修工事
- 2011年（平成23年）
  - 7月 - 校舎管理棟改築工事竣工
  - 11月 - 校舎教室棟・厨房・食堂地震補強大規模改修工事

## 通学区域
- 広瀬町・瀬木野町・河合町・若原町・下野町・上野町・三坂町・出合町・別宮町・別宮出町・杉森町・神子清水町・渡津町・左礫町・三ツ瀬町・数瀬町・阿手町・五十谷町・柳原町・野地町・相滝町・釜清水町・下吉谷町・上吉谷町・西佐良町・三ツ屋野町・河原山町・仏師ケ野町[1]

## 進学先中学校
- 鳥越中学校

## 学区 / 校区内の主な施設
白山市役所 河内支所
白山セイモアスキー場
大日川ダム
手取川第三ダム

## 交通
- 加賀白山バス河原山線、中宮B線 小学校前バス停より89ｍ